# Darkovice
Darkovice (in tedesco Gross Darkowitz) è un comune della Repubblica Ceca facente parte del distretto di Opava, nella regione della Moravia-Slesia.